# Иржанов, Амир Иржанович
Амир Иржанович Иржанов (1910, ауыл №8, Амангельдинский район, Кустанайская область, Российская империя — 1960) — государственный и партийный деятель Казахской ССР, нарком лёгкой промышленности Казахской ССР (1943—1946), министр лёгкой промышленности Казахской ССР (1946—1948, 1955—1957). Депутат Верховного Совета Казахской ССР II созыва, депутат Верховного Совета Казахской ССР IV созыва, кандидат в члены ЦК КП Казахстана.

## Биография
Амир Иржанович Иржанов родился в 1910 году в ауле №8 Амангельдинского района Кустанайской области в семье скотовода. По национальности — казах.
В 1921—1927 годах учащийся школы в селеТургай. С мая по декабрь 1928 года лечился в больнице в городе Кустанай.

### Трудовая деятельность
В 1929 году занимался ликвидацией безграмотности в родном ауле.
В 1929—1932 годах учащийся Кзыл-Ординского сырьевого техникума. В 1932—1934 годах учащийся Московского кожевенно-сырьевого техникума.
В 1934—1937 годах управляющий Карагандинской областной конторой «Союззаготкожа» в городе Петропавловск.
В 1937—1941 годах заведующий отделом снабжения, председатель президиума Северо-Казахстанского областного союза промысловой кооперации в городе Петропавловск.
В 1941—1943 годах председатель президиума Кустанайского областного союза промысловой кооперации, заместитель председателя по товарам широкого потребления Кустанайского облисполкома.
С августа 1943 года нарком легкой промышленности Казахской ССР. После преобразования в Министерство легкой промышленности КазССР с марта 1946 по июнь 1948 года министр легкой промышленности Казахской ССР . 
В 1948—1949 годах заместитель министра промышленности строительных материалов Казахской ССР. 
В 1949—1952 годах слушатель Высшей партийной школы при ЦК ВКП(б).
В 1952—1955 годах председатель правления Совета промысловой кооперации Казахской ССР в Алма-Ате. 
В 1955—1957 годах министр легкой промышленности Казахской ССР. 
В 1957—1960 годах председатель правления Совета промысловой кооперации Казахской ССР в Алма-Ате.

### Политическая деятельность
Депутат Верховного Совета Казахской ССР II созыва (1947—1951), избран от Баянского округа Северо-Казахстанской области.
Депутат Верховного Совета Казахской ССР IV созыва (1955—1959), избран от Кайнар-Булакского округа Южно-Казахстанской области.
Кандидат в члены ЦК КП Казахстана (1956, 1960).

### Награды
Награжден орденом Трудового Красного Знамени (1946), орденом «Знак Почета» (1957).